# Regularna velika loža Belgije
Regularna velika loža Belgije (fran. Grande Loge Régulière de Belgique; nizo. Reguliere Grootloge van België) je regularna slobodnozidarska velika loža u Belgiji. Osnovana je 1979. godine.

## Povijest
Veliku ložu Belgije osnovalo je 1959. godine pet masonskih loža izdvojenih iz Velikog orijenta Belgije (osnovan 1833.) koje su težile regularnosti. Sa sobom su povukli i Vrhovno vijeće za Belgiju. Velika loža Belgije je priznata kao regularna velika loža 1965. godine od Ujedinjene velike lože Engleske. U prvih 20 godina rada osnovali su sedam loža, a među njima i dvije u Bruxellesu, "Unija" (1962.) i "Tri prstena" (1975.), dvije u Waterloou, "Markiz od Gagesa" (1977.) i "Tri cigle" (1979.), kao i Ložu "Salomonovi učenici" (1968.) u Leuven, "Budućnost i nada" (1972.) u Charlerou i Ložu "Wijngaerdenranck" (1973.) u Aarschotu.
Loža "Chevalier Ramsay" je osnovana 1964. godine u Saint-Germain-en-Laye (Île-de-France) pod zaštitom Nacionalne velike lože Francuske da bi se već 1967. preselila u Maubeuge (Hauts-de-France). Loža se ponovo seli i to 1970. godine u Bruxelles kada prelazi i pod zaštitu Velike lože Belgije. Godine 1978. se ponovo seli, sada u Waterloo.
Velika loža Belgije je 1979. godine izgubila priznanje regularnosti od Ujedinjene velike lože Engleske, Velike lože Škotske, Velike lože Irske i drugih velikih loža. Nakon toga spomenutih devet loža s 333 člana pod zaštitom Velike lože Belgije se izdvajaju te 15. lipnja 1979. godine formiraju Regularnu veliku ložu Belgije. Sa sobom su povukli i Vrhovno vijeće za Belgiju. Novouspostavljena velika loža do kraja 1979. godine osniva još tri lože, dvije u Bruxellesu ("Savršeno prijateljstvo" br. 11 i "Ivan Ruysbroeck" br. 12) te Ložu "Dugi trg" br. 10 u Charlerou.
Tijekom 1980-ih osnovano je 11 novih loža. U Bruxelles su 1980. godine osnovane dvije lože, "Cedar" i "Godfrey de Saint-Omer". Iste godine su osnovane još četri lože: "Vjernost" u Gentu, "Akacija" u Kortrijku, "Drevne dužnosti" u Antwerpenu i "François-Charles de Velbrück" u Liègu. Godine 1982. osnovane su dvije lože, "Konstantna vjernost" u Mechelenu (Pokrajina Antwerpen) i "Savršeno bratstvo" u Monsu. Druga loža u Antwerpenu, Loža "Eendracht 1764.", osnovana je 1985. godine. Loža "Zlatno runo" je osnovana 1988. godine u Vilvoordeu (Flamanski Brabant). Godine 1989. osnovana je Loža "Svjetlost Ardena" u Ferrièresu (Pokrajina Liège) dok se Loža "Chevalier Ramsay" vratila u Bruxelles.
Tijekom 1990-ih osnovano je 13 novih loža. Godine 1990. osnovana je Loža "Sambre i Meuse" u Namuru. Sljedeće godine, 1991., osnovane su tri lože: "Uvijek vjerni" u Charleroiju, "Vjera i ljubav" u Gentu te "Sveti Ivan od dina" u Koksijdeu (Zapadna Flandrija). U 1993. godini osnovane su dvije lože, "Karlo Lorenski" u Nivellesu (Valonski Brabant) i istraživačka Loža "Masonska umjetnost" u Bruxellesu. Loža "Eendracht 1764." osnovana je 1995. godine u Bruggeu, iste godine kada i Loža "Sunce" u Antwerpenu te Loža "Atanor" u Gentu. Godine 1997. osnovane su dvije lože: "Pitagora" u Antwerpenu koja radi na grčkom jeziku i Loža "Putovanje na istok" u Bruxellesu koja radi na njemačkom jeziku. Posljednje dvije lože osnovane tijekom 1990-ih su Loža "Sv. Žan svjetlo Lorensko" u Arlonu (belgijska Pokrajina Luxembourg) i Loža "Orao s Patmosa" u Tournaiju (Pokrajina Hainaut), obje 1998. godine.
Tijekom 2000-ih osnovano je deset novih loža. U 2000. godini osnovane su lože "Sedam stupova" u Liègeu i "Euklid" u Gentu. Godine 2001. osnovane su lože "Pod Hermesovim plaštom" u Bruxellesu i St-Jan aan 't Veer 41 u Stokkemu. Sljedeće lože osnovane su 2005. godine: "Iris" u Liègeu, "Aurora" u Oudenaardeu (Istočna Flandrija) i "Delta Collinesa" u Flobecqu (Pokrajina Hainaut). U 2007. godini osnovana je Loža "Vernesovo kamenje" u Péruwelzu (Pokrajina Hainaut), a 2008. godine Loža "Zlatna mamuza", druga u Namuru. Posljednja loža osnovana u ovom razdoblju je "Svjetlost i bratstvo" u Charleroiju 2009. godine.
Tijekom 2010-ih osnovano je 14 novih loža. Godine 2010. osnovane su lože "Sveti Ivan u ter Heideu" u Turnhoutu (Pokrajina Antwerpen), "Spinoza" u Oostendeu (Zapadna Flandrija), "Pravi prijatelji" u Retinneu (Pokrajina Liège) te "William Preston – Ekvinocij" u Genappeu (Valonski Brabant). Godine 2011. osnovana je Loža "Zrno pšenice" u Hasseltu, dok su 2012. godine u Bruxellesu osnovane dvije lože: "Anatolija" koja radi na turskom jeziku i "Astraea" br. 0. U 2013. godini osnovane su lože "Graditelji tihih gradova u Flandrijskim poljima" u Ploegsteertu (Pokrajina Hainaut) i "Spokoj" u Péruwelzu. Godine 2014. u Bruxellesu osnovana je Loža "Europa" koja je dio lanca istoimenih loža. Loža "Diskretni Carski" osnovana je 2016. godine u Aalstu (Istočna Flandrija), "Atena" je osnovana 2017. godine u Louvain-la-Neuve (Valonski Brabant), a "Ryckevelde" i "Sveti Ivan od bedema" osnovane su 2018. godine u Dammeu (Zapadna Flandrija) i Bincheu (Pokrajina Hainaut).
U 2020-im, nakon pandemije koronavirusa, osnovane su dvije lože. U Tienenu (Flamanski Brabant) je 2022. osnovana Loža "Jacob van Gobertingen", dok je 2024. godine u Bincheu (Pokrajina Hainaut) osnovana Loža "Sveti Ivan Krstitelj", treća loža u Belgiji koja radi na engleskom jeziku.

## Ustroj
Sjedište Regularne velike lože Belgije je u Bruxellesu. Velika loža ima svoj časopis, Acta Macionica.

### Lože
U 2024. godini pod zaštitom ove velike lože radi 62 lože raspoređenih prema Belgijskim regijama:
- 26 loža u Valoniji (Valonska regija), od kojih je 13 u Pokrajini Hainaut (četiri u Charleroju, po dvije u Bincheu, Monsu, Péruwelzu te po jedna u Tournaiju, Flobecqu i Ploegsteertu), po pet loža je u Valonskom Brabantu (dvije u Waterloou te po jedna u Louvain-la-Neuveu, Nivellesu i Genappeu) i Pokrajini Liège (tri u Liègu i jedna u Retinneu i Forrièresu), dvije su u Pokrajini Namur (obje u Namuru), a u Pokrajini Luxembourg je jedna loža (Arlon).
- 23 lože u Flandriji (Flamanska regija), od kojih je po šest u Pokrajini Antwerpen (četiri u Antwerpenu te po jedna u Turnhoutu i Mechelenu) i Istočnoj Flandriji (četiri u Gentu te po jedna u Aalstu i Oudenaardeu), pet loža je u Zapadnoj Flandriji (Brugge, Damme, Koksijde, Kortrijk i Oostende), četiri lože su u Flamanskom Brabantu (Aarschot, Leuven, Tienen i Vilvoorde) a dvije su u Limburgu (Hasselt i Stokkem).
- 13 loža u Bruxellesu (Regija glavnoga grada Bruxellesa).

Na francuskom jeziku rade 33 lože, devet od 13 loža u Bruxellesu i 24 od 26 loža u Valoniji:
- Loža "Astraea" (Loge Astraea) br. 0, Bruxelles – nosi naziv po Astraeji, djevičanskoj božici pravde u grčkoj mitologiji.
- Loža "Unija" (Loge L'Union) br. 1, Bruxelles – osnovana je pod zaštitom Velike lože Belgije.
- Loža "Budućnost i nada" (Loge L'Avenir et l'Espérance) br. 5, Charleroi – osnovana je pod zaštitom Velike lože Belgije.
- Loža "Tri prstena" (Loge Les Trois Anneaux) br. 7, Bruxelles – osnovana je pod zaštitom Velike lože Belgije.
- Loža "Markiz od Gagesa" (Loge Le Marquis de Gages) br. 8, Waterloo – nosi naziv po François Bonaventure Joseph du Mont, utemeljitelju organiziranog slobodnog zidarstva 1770. godine u tadašnjoj Nizozemskoj; osnovana je pod zaštitom Velike lože Belgije.[4][5]
- Loža "Tri cigle" (Loge Les Trois Briques) br. 9, Waterloo – osnovana je pod zaštitom Velike lože Belgije.
- Loža "Dugi trg" (Loge Le Carré Long) br. 10, Charleroi
- Loža "Savršeno prijateljstvo" (Loge La Parfaite Amitié) br. 11, Bruxelles[6]
- Loža "François-Charles de Velbrück" (Loge François-Charles de Velbrück) br. 16, Liège – nosi naziv po François-Charlesu de Velbrücku, knezu-biskupu Liègea u 18. stoljeću.
- Loža "Cedar" (Loge Le Cèdre) br. 17, Bruxelles – nosi naziv po crnogoričnom stablu cedar.
- Loža "Godfrey de Saint-Omer" (Loge Geoffroi de Saint Omer) br. 18, Bruxelles – nosi naziv po flamanskom vitezu Godfreyju de Saint-Omeru, suosnivaču Reda vitezova templara.
- Loža "Savršeno bratstvo" (Loge La Parfaite Fraternité) br. 20, Mons
- Loža "Svjetlost Ardena" (Loge La Lumière des Ardennes) br. 24, Ferrières – nosi naziv po Ardeniju, području u zapadnoj Europi.
- Loža "Sambre i Meuse" (Loge Sambre et Meuse) br. 25, Namur – nosi naziv po rijekama Sambre i Meuse na čijem se ušću nalazi grad Namur.
- Loža "Uvijek vjerni" (Loge Semper Fidelis) br. 26, Charleroi
- Loža "Karlo Lorenski" (Loge Charles de Lorraine) br. 29, Nivelles – nosi naziv po francuskom kardinalu Karlu Lorenskom.
- Loža "Masonska umjetnost" (Loge Ars Macionica) br. 30, Bruxelles – istraživačka loža
- Loža "Sv. Žan svjetlo Lorensko" (Loge Saint-Jean Lumière de Lorraine) br. 36, Arlon – nosi naziv po francuskom kardinalu Žanu Lorenskom.
- Loža "Orao s Patmosa" (Loge L'Aigle de Patmos) br. 37, Tournai[7] – nosi naziv po nadimku sv. Ivana Evanđeliste.
- Loža "Sedam stupova" (Loge Les Sept Piliers) br. 38, Liège
- Loža "Pod Hermesovim plaštom" (Loge Sous le Voile d'Hermès) br. 40, Bruxelles – nosi naziv po Hermesu Trismegistosu.
- Loža "Iris" (Loge Iris) br. 42, Liège – nosi naziv po latinskom nazivu za cvijet perunika koji je simbol grada Liègea.
- Loža "Delta Collinesa" (Loge Le Delta des Collines) br. 45, Flobecq[8] – nosi naziv po Collinesu, području u pokrajini Hainaut.
- Loža "Vernesovo kamenje" (Loge Les Pierres des Vernes) br. 46, Péruwelz
- Loža "Zlatna mamuza" (Loge L'Éperon d'Or) br. 47, Namur[9] – nosi naziv po jahačkoj opremi mamuzama.
- Loža "Svjetlost i bratstvo" (Loge Lumière et Fraternité) br. 48, Charleroi
- Loža "Pravi prijatelji" (Loge Les Vrais Amis) br. 51, Retinne
- Loža "William Preston – Ekvinocij" (Loge William Preston – Equinoxe) br. 52, Genappe – nosi naziv po škotskom masonu Williamu Prestonu te ravnodnevici, astronomskom trenutku.
- Loža "Graditelji tihih gradova u Flandrijskim poljima" (Loge Builders of the Silent Cities in Flanders Fields) br. 55, Ploegsteert – nosi naziv po Loži "Graditelji tihih gradova" (Builders of The Silent Cities Lodge) br. 4948 iz Londona.[10]
- Loža "Spokoj" (Loge Sérénité) br. 56, Péruwelz
- Loža "Europa" (Loge Europa) br. 57, Bruxelles – nosi naziv po kontinentu Europa i dio je lanca istoimenih masonskih loža koje rade pod okriljem regularnih velikih loža u Europi.[11]
- Loža "Atena" (Loge Athena) br. 59, Louvain-la-Neuve[12] – nosi naziv po Ateni, božici mudrosti u grčkoj mitologiji.
- Loža "Sveti Ivan od bedema" (Loge Saint Jean des Remparts) br. 61, Binche

Na nizozemskom jeziku rade 23 lože, jedna od 13 loža u Bruxellesu i 22 od 23 lože u Flandriji:
- Loža "Salomonovi učenici" (fran. Loge Les Disciples de Salomon) br. 2, Leuven[13] – osnovana je pod zaštitom Velike lože Belgije.
- Loža "Wijngaerdenranck" (Loge De Wijngaerdenranck) br. 6, Aarschot[14] – osnovana je pod zaštitom Velike lože Belgije.
- Loža "Ivan Ruysbroeck" (Loge Jan van Ruysbroeck) br. 12, Brussels[15] – nosi naziv po blaženom Ivanu Ruysbroecku.
- Loža "Vjernost" (fran. Loge La Fidélité ) br. 13, Gent
- Loža "Akacija" (Loge Acacia) br. 14, Kortrijk[16] – nosi naziv po biljci akacija.
- Loža "Drevne dužnosti" (Loge De Oude Plichten) br. 15, Antwerpen[17]
- Loža "Konstantna vjernost" (fran. Loge La Constante Fidélité) br. 19, Mechelen[18]
- Loža "Eendracht 1764." (Loge De Eendraght 1764) br. 22, Antwerpen – nosi naziv po nizozemskoj škuni Eendraght.
- Loža "Zlatno runo" (Loge Het Gulden Vlies) br. 23, Vilvoorde[19] – nosi naziv po Zlatnom runu iz grčke mitologije.
- Loža "Vjera i ljubav" (Loge Fides et Amor) br. 27, Gent[20]
- Loža "Sveti Ivan od dina" (Loge Sint-Jan ter Duinen) br. 28, Koksijde
- Loža "Savršena jednakost 1765." (fran. Loge La Parfaite Egalité 1765) br. 31, Brugge[21]
- Loža "Atanor" (Loge Athanor) br. 32, Gent[22] – nosi naziv po atanoru, peći u alkemiji.
- Loža "Sunce" (Loge De Zon) br. 34, Antwerpen[23] – nosi naziv po Suncu, zvijezdi u centru našeg Sunčevog sustava.
- Loža "Euklid" (Loge Euclides) br. 39, Gent – nosi naziv po antičkom grčkom matematičaru Euklidu.
- Loža "Sveti Ivan u 't Veeru" (Loge St-Jan aan 't Veer) br. 41, Stokkem[24]
- Loža "Aurora" (Loge Aurora) br. 44, Oudenaarde – nosi naziv po drugom nazivu za polarnu svjetlost.
- Loža "Sveti Ivan u ter Heideu" (Loge Sint-Jan ter Heide) br. 49, Turnhout[25]
- Loža "Spinoza" (Loge Spinoza) br. 50, Oostende[26] – nosi naziv po filozofu Baruchu de Spinozi.
- Loža "Zrno pšenice" (Loge De Graankorrel) br. 53, Hasselt[27] – nosi naziv po biljci pšenica.
- Loža "Diskretni Carski" (fran. Loge La Discrète Impériale) br. 58, Aalst – nosi naziv po aalstskoj loži utemeljenoj 1764. godine.
- Loža "Ryckevelde" (Loge Ryckevelde) br. 60, Damme – nosi naziv po dvorcu Ryckevelde pored Dammea.
- Loža "Jacob van Gobertingen" (Loge Jacob van Gobertingen) br. 62, Tienen – nosi naziv po Jacobu van Thienenu (također van Gobertingen), flamanskom arhitekti s početka 15. stoljeća.

Na drugim stranim jezicima radi šest loža, tri u Bruxellesu te po jedna u Monsu, Antwerpenu i Bincheu:
- Loža "Kralj Leopold I." (engl. King Leopold Ist Lodge) br. 3, Mons – nosi naziv po kralju Leopold I. koji je bio mason; radi na engleskom jeziku; osnovana je kao loža br. 24 pod zaštitom Velike lože Belgije.[28]
- Loža "Chevalier Ramsay" (engl. Chevalier Ramsay Lodge) br. 4, Bruxelles – nosi naziv po škotsko-francuskom piscu i masonu Andrewu Michaelu Ramsayju; radi na engleskom jeziku. Osnovana je kao loža br. 85 pod zaštitom Nacionalne velike lože Francuske, godine 1970. je prešla u Veliku ložu Belgije kao loža br. 29.[29]
- Loža "Pitagora" (Loge Pythagoras) br. 33, Antwerpen – nosi naziv po antičkom grčkom matematičaru Pitagori; radi na grčkom jeziku.
- Loža "Putovanje na istok" (njem. Loge Zur Morgenlandfahrt) br. 35, Bruxelles[30] – radi na njemačkom jeziku.[31]
- Loža "Anatolija" (turs. Anadolu Locası) br. 54, Bruxelles[32] – nosi naziv po pokrajini Anatolija u Turskoj; radi na turskom jeziku.
- Loža "Sveti Ivan Krstitelj" (engl. Saint John the Baptist Lodge) br. 63, Binche – nosi naziv po Ivanu Krstitelju; radi na engleskom jeziku.

U okviru ove velike lože radile su i
- Loža nepoznatog imena br. 21
- Loža nepoznatog imena br. 43

### Uprava
Regularnom velikom ložom Belgije upravlja veliki majstor koji se bira na trogodišnje razdoblje. Dosadašnji veliki majstori su:
- Charles Wagemans (1979. – ?.)
- René Constant (?. – ?.)
- Maurice Mees (1987. – 1989.)
- Jacques Van de Calseyde (v. d., 1989.)
- Louis De Bouvère (1989. – 1999.)
- Paul Cosyns (1999. – 2002.)
- Piet van Brabant (2002. – 2005.)
- Alexandre Cleven (2005. – 2008.)
- Eli Peeters (2008. – 2014.)
- Jacques François (2014. – 2018.)
- Daniel Bauwens (2018. – 2024.)
- Benoît Jadot (od 2024.)

### Međunarodna suradnja
Regularna velika loža Belgije sudjeluje u radu Svjetske konferencije regularnih masonskih velikih loža. Također, potpisala je povelje o prijateljstvu i međusobnom priznavanju s preko 180 regularnih velikih loža.

### Obredi
Regularna velika loža Belgije upravlja simboličkim stupnjevima plave lože (učenik, pomoćnik i majstor) i delegira upravljanje visokim stupnjevima na dodatna tijela i redove. Obredi koji se rade u plavoj loži su:
- Moderni (francuski) obred (samo prva tri stupnja) – radi se u 20 loža;
- Škotski obred (samo prva tri stupnja) – radi se u 16 loža;
- Francuski obred (samo prva tri stupnja) – radi se u 12 loža;
- Ispravljeni škotski obred (samo prva tri stupnja) – radi se u 8 loža;
- Emulacijski obred;
- Schröderov obred – njemačka inačica, radi se u jednoj loži;
- Turski obred – prilagođeni obred Velike lože Turske, radi se u jednoj loži;
- Newyorški obred – radi se u jednoj loži;
- Kalifornijski obred – prilagođeni obred Velike lože Kalifornije, radi se u jednoj loži;
- Filozofski škotski obred – radi se u jednoj loži.

## Pridružena tijela i redovi
Upravljanje visokim stupnjevima Regularna velika loža Belgije provodi kroz pridružena tijela i redove od kojih svaki predstavlja jedan obred a na temelju potpisanih konkordata.
- Vrhovno vijeće Drevnog i prihvaćenog škotskog obreda za Belgiju (fran. Suprême Conseil du Rite écossais ancien et accepté pour la Belgique; nizo. Opperraad voor België van de Aloude en Aangenomen Schotse Ritus) – nadležno za rad Drevnog i prihvaćenog škotskog obreda.
- Veliki kapitel Svetog kraljevskog luka Belgije (Grand Chapitre de Belgique de l'Ordre de la Sainte Arche royale; Grootkapittel van het Heilig Koninklijk Gewelfvan België) – nadležan za rad Svetog kraljevskog luka.
- Veliki priorat Belgije i njegove prefekture Australije (Grand Prieuré de Belgique et ses Préfectures d'Australie; Grootpriorij van België en haar Prefecturen in Australië; engl. Great Priory of Belgium and its Prefectures in Australia) – nadležan za rad Ispravljenog škotskog obreda.[34]
- Pridružena tijela i redovi koji imaju svoje jedinice u Belgiji:
  -  Pokrajinska velika loža majstora masona znaka Belgije (Grande Loge de district des maîtres maçons de marque de Belgique, District Grootloge van Merkmeesters in België) – nadležno za stupnjeve Majstora znaka i Mornara kraljevske arke.[35]
  -  Beneluška divizija Slobodnozidarskog i vojnog reda crvenog križa cara Konstatina i redova svetog Groba i svetog Ivana Evanđelista Engleske i Walesa i njegovih divizija i prekomorskih konkalava (Benelux Division for Masonic and Military Order of the Red Cross of Constantine and the Orders of the Holy Sepulchre and of St John the Evangelist for England & Wales & its Divisions & Conclaves overseas) – nadležan za rad Crvenog križa cara Konstatina.[36]
  -  Velika loža Kraljevskog reda Škotske (engl. Grand Lodge of the Royal Order of Scotland) – nadležno za rad Kraljevskog reda Škotske.
  -  Sjevernoeuropska pokrajina Cijenjenog društva slobodnih zidara, grubih zidara, zidograditelja, krovopokrivača, popločavača, žbukera i opečara (Grand Assemblage of Worshipful Society of Free Masons, Rough Masons, Wallers, Slaters, Paviors, Plaisterers and Bricklayers) – nadležno za rad Operativnog zidarstva.

### Škotski red
Vrhovno vijeće za Belgiju je osnovano 1817. godine.

### Red majstora znaka
Velika pokrajinska loža majstora masona znaka Belgije je osnovana 1996. godine te je pokrajinska velika loža u sastavu Velika loža majstora masona znaka Engleske i Walesa.

## Vanjske poveznice
- Službena stranica